# Kenneth Washington
Kenneth Washington (* 19. Oktober 1936 in Ethel, Mississippi; † 18. Juli 2025 in Beverly Hills, Kalifornien) war ein US-amerikanischer Schauspieler.

## Leben und Karriere
Washington wurde in einem Dorf in Mississippi geboren, wuchs aber nach einem Familienumzug hauptsächlich in den kalifornischen Städten Redwood City und San Francisco auf. Für seine Schauspielkarriere zog er nach Los Angeles. Nachdem er bereits 1956 eine erste kleine Filmrolle gespielt hatte, kam er in der zweiten Hälfte der 1960er-Jahre regelmäßiger zu Film- und Fernsehrollen. Dabei hatte er Gastauftritte in Fernsehserien wie Meine drei Söhne und Raumschiff Enterprise.
Ende der 1960er-Jahre hatte Washington eine erste wiederkehrende Fernsehrolle als Officer Miller in acht Folgen der Polizeiserie Adam-12. 1970 erhielt er eine feste Rolle in der sechsten und zugleich letzten Staffel der Sitcom Ein Käfig voller Helden als Kriegsgefangener Sgt. Richard Baker. Er ersetzte dabei den zuvor aus der Serie ausgestiegenen Ivan Dixon als das afroamerikanische Mitglied der Besetzung. Ein dauerhafter Durchbruch in Hollywood blieb für Washington allerdings aus und er war in der Folge vor allem auf kleinere Film- und Fernsehrollen beschränkt, zuletzt 1989 als Gaststar in der Serie College Fieber.
Washington erwarb auch einen Hochschulabschluss an der Loyola Marymount University und begann nach der Schauspielkarriere eine zweite Laufbahn als Dozent an Colleges und Universitäten. Unter anderem unterrichtete er mündliche Interpretation und Rede am Southwest College in Los Angeles. Er war verheiratet und Vater von drei Kindern. Bei seinem Tod 2025 war er das letzte lebende Mitglied der Hauptbesetzung von Ein Käfig voller Helden.

## Filmografie (Auswahl)

### Film
- 1956: Die falsche Eva (The Birds and the Bees) – Regie: Norman Taurog
- 1969: Frei wie der Wind (Changes) – Regie: Hall Bartlett
- 1969: Jerry, der Herzpatient (Hook, Line & Sinker) – Regie: George Marshall
- 1972: Der Berg kennt keine Gnade (Climb an Angry Mountain, Fernsehfilm) – Regie: Leonard J. Horn
- 1973: Cry Rape (Fernsehfilm) – Regie: Corey Allen
- 1973: Westworld – Regie: Michael Crichton
- 1981: Our Family Business (Fernsehfilm) – Regie: Robert E. Collins
- 1982: Money on the Side (Fernsehfilm) – Regie: Robert E. Collins
- 1987: J. Edgar Hoover (Fernsehfilm) – Regie: Robert E. Collins

### Fernsehserien
- 1966: Bezaubernde Jeannie (I Dream of Jeannie, Folge 2x11)
- 1968: Meine drei Söhne (My Three Sons, Folge 8x23)
- 1968–1969: Adam-12 (8 Folgen)
- 1969: Raumschiff Enterprise (Star Trek, Folge 3x17 Gefährliche Planetengirls)
- 1969: The Name of the Game (Folge 1x20)
- 1970: Dr. med. Marcus Welby (Marcus Welby, M.D., Folge 1x15)
- 1970–1971: Ein Käfig voller Helden (Hogan’s Heroes, 24 Folgen)
- 1972: Hec Ramsey (Folge 1x04)
- 1974: FBI (The F.B.I., Folge 9x20)
- 1974–1977: Police Story – Immer im Einsatz (Police Story, 4 Folgen)
- 1975: Detektiv Rockford – Anruf genügt (The Rockford Files, Folge 2x10)
- 1989: College Fieber (A Different World, Folge 3x10)